# Conrad Ier de Wittelsbach
Conrad Ier de Wittelsbach, né vers 1120/1125 et mort le 25 octobre 1200 à Riedfeld près de Neustadt an der Aisch, fut cardinal et archevêque de Mayence (sous le nom de Conrad Ier) et de Salzbourg (sous le nom de Conrad III).

## Biographie
Fils du comte palatin Othon V von Scheyern-Wittelsbach, il étudia à Salzbourg et à Paris. Frédéric Barberousse le nomma archevêque de Mayence et archichancelier du Saint-Empire romain germanique lors du concile de Lodi en 1161. L'empereur venait d'obtenir du pape Victor IV la destitution des archevêques Christian Ier von Buch et Raoul de Zähringen élus en 1160. Sous le règne du nouvel empereur, l'affrontement entre l’Imperium et le Sacerdotium reprit de plus belle, et devait d'ailleurs tisser la toile de fond de la carrière de Conrad ; car si Victor IV n'était rien moins qu'un pape légitime (il avait été nommé antipape par l'empereur au détriment d’Alexandre III), de son vivant, le schisme resta supportable mais le climat s'alourdit nettement par la suite. Contre l'avis de Conrad, l’archevêque de Cologne Rainald von Dassel entreprit de faire élire Pascal III comme nouveau pape contre Alexandre III, qui reçut cette fois l’appui de l’archevêque Conrad. En 1165, Conrad prêta serment de fidélité au pape Alexandre, rompit avec Barberousse et chercha refuge en France, une manœuvre qui déchaîna la colère de l'empereur. Barberousse le déchut de sa charge d'archevêque et fit élire derechef à sa place Christian von Buch, qui fut d'ailleurs reconnu d'emblée par les comtes palatins.
Le pape Alexandre III, naturellement, déclara nulle cette élection et considérait toujours Conrad comme le véritable archevêque de Mayence. Le 18 décembre, il le sacra évêque, le nomma cardinal titulaire de San Marcello et cardinal-évêque de Sainte-Sabine. Par la suite, le pape en fit en outre l'évêque de Sora en Campanie. En 1167, les troupes impériales, à la tête desquelles se trouvait l'archevêque Christian von Buch, marchèrent sur Rome et s'emparèrent de la Ville éternelle, que Conrad avait quittée depuis longtemps.
Pourtant, dix ans plus tard, en 1176, Barberousse se vit infliger une défaite écrasante à la bataille de Legnano par Alexandre III et ses alliés de la Ligue lombarde, de sorte qu'en 1177 les deux partis se réconcilièrent par la paix de Venise. Alexandre III reconnaissait Christian von Buch comme archevêque de Mayence et Conrad recevait en contrepartie l’Archidiocèse de Salzbourg (mais lui se considérait toujours comme le véritable archevêque de Mayence).
Conrad obtient en 1179 du pape le titre héréditaire de « légat à vie de toute l’Allemagne ». Le titre de « légat apostolique de naissance » (legatus natus) échoit depuis cette époque à chaque nouvel archevêque de Salzbourg sans qu'il ait autrement besoin d'être investi. C'est depuis cette époque aussi que ces archevêques portent lors des cérémonies particulières de leur diocèse la pourpre de légat, une robe pourpre dont l'usage est plus ancien encore que la pourpre cardinalice. Les archevêques de Salzbourg sont les seuls évêques autorisés à porter cette pourpre de légat, et même à la Curie romaine depuis le XIXe siècle.
En 1181, Conrad devint le doyen du Collège des cardinaux.
À la mort de Christian von Buch, en 1183, Conrad put reprendre sa place d’archevêque de Mayence. Il fit rénover la cathédrale et les remparts (que Frédéric Barberousse avait fait raser en 1160 après l'assassinat de l'archevêque Arnold von Selenhofen par les bourgeois de Mayence). C'est encore sous son égide que se tinrent à Mayence la Pentecôte de Barberousse (en 1184), qui fut la plus grande foire du Moyen Âge, et le rassemblement des États du Christ (1188), à l'occasion du lancement de la troisième croisade.
De même, durant cet intervalle il survécut à l'accident des latrines d'Erfurt, accident dû à l'effondrement du plancher vétuste de la salle capitulaire de la cathédrale d'Erfurt. Conrad était sur place ainsi que plusieurs dizaines de personnes (dont son adversaire Louis III de Thuringe) afin de régler un différend quant à la possession de la ville d'Erfut.
En 1197, Conrad prit lui-même la tête de la croisade d'Henri VI, mais l'empereur mourut peu après, laissant un fils de seize ans, Frédéric, que Conrad et les autres princes électeurs avaient élu roi des Romains dès 1196. La mort prématurée de l'empereur ne permit pas une passation de pouvoir immédiate, fournissant aux prétendants le prétexte d'une guerre de succession. Ces guerres sonnaient le glas de l'omnipotence impériale et par là même la fin de l’Imperium. Au lieu d'un pouvoir centralisé comme en Angleterre et en France, le Saint Empire serait désormais le jouet de l'ambition des grands.
Dans la lutte pour la succession au trône d’Antioche, Conrad, comme d'ailleurs les patriarches de la ville, prit parti pour Raymond-Roupen contre Bohémond le Borgne et persuada les barons d'acclamer Raymond-Roupen comme successeur de Bohémond II.
En 1198, alors que Conrad se trouvait toujours en Palestine, une élection fatale ne parvint pas à départager Philippe de Souabe d’Otton de Brunswick. Il faudra encore attendre 1199 pour que le pape Innocent III accepte d'envoyer un archevêque en terre d'Empire comme intercesseur. Investi de la mission, Conrad parvint en avril 1200 à convaincre les protagonistes de conclure une paix séparée. Entre-temps il a couronné Léon II premier roi de Petite Arménie. Il mourut en Hongrie, alors qu'il reprenait le chemin de la croisade. Il fut inhumé à la cathédrale de Mayence.